# Imposta di registro
L'imposta di registro è un tributo previsto dall'ordinamento della Repubblica italiana dovuto per la registrazione di determinati atti giuridici presso l'Agenzia delle entrate (prima dell'unificazione degli uffici fiscali la registrazione era effettuata presso l'Ufficio del Registro).

Si presenta come tributo avente natura di tassa, quando è correlata all'erogazione di un servizio da parte della pubblica amministrazione, di imposta quando è determinata in proporzione al valore economico dell'atto o del negozio.
Essa è regolata dal Testo unico dell'imposta di registro, approvato con D.P.R. 26 aprile 1986, n. 131.

## Presupposto dell'imposta
Il legislatore pone quale presupposto dell'Imposta di Registro la richiesta della registrazione dell'atto o del negozio.

In virtù di tale presupposto gli atti rilevanti si articolano in:
- Atti soggetti a registrazione in termine fisso;
- Atti soggetti a registrazione in caso d'uso;
- Atti non soggetti a registrazione.

### Atti soggetti a registrazione in termine fisso
Sono quegli atti per i quali alcuni soggetti (contraenti, notai, ecc..) devono obbligatoriamente presentare la richiesta di registrazione entro i seguenti giorni dalla data più vecchia tra quella dell'atto e quella dell'inizio del contratto:
- 30 per le locazioni e per gli atti telematici stipulati da ufficiali roganti
- 20 per altri atti formati in Italia
- 60 per altri atti formati all'estero.

Tali atti sono:
- gli atti scritti indicati nella tariffa, aventi ad oggetto prestazioni a contenuto patrimoniale;
- i contratti verbali di locazione e affitto di beni immobili esistenti in Italia, di trasferimento, affitto, nonché di costituzione o trasferimento di diritti reali di godimento, relativamente ad aziende esistenti in Italia;
- operazioni societarie come: istituzione o trasferimento in Italia della sede legale o amministrativa di enti o società estere, costituzione, conferimenti, aumenti di capitale sociale, fusioni, scissioni, ecc.
- atti formatisi all'estero e aventi ad oggetto il trasferimento della proprietà di beni immobili o la costituzione o trasferimento di altri diritti reali o la locazione o affitto di beni immobili o aziende situate nel territorio dello Stato.

### Atti soggetti a registrazione in caso d'uso
In questa ipotesi la richiesta di registrazione non si configura quale obbligo ma onere, affinché si possa trarre interesse dal suo "uso". L'atto non può essere usato se non viene prima effettuata la registrazione e pagata l'imposta. Il "caso d'uso" si ha quando l'atto è depositato presso le cancellerie giudiziarie e viene applicata l'imposta nel momento in cui l'atto viene prelevato al fine di svolgere tramite esso un'attività amministrativa.
Non si applica l'imposta in caso d'uso:
- per ottemperare ad obbligo della P.A. nei casi previsti della legge;
- in un giudizio civile, penale, amministrativo;
- per supportare una domanda di insinuazione al passivo fallimentare.

Si applica invece nei seguenti casi:
- atti individuati mediante rinvio ad altre disposizioni, formati mediante corrispondenza (incontro di volontà delle parti);
- scritture private non autenticate con oggetto di cessione di beni/ prestazione di servizi soggetti a l'IVA.

### Atti non soggetti a registrazione
Atti per i quali la richiesta di registrazione è volontaria ed è eseguita da chiunque abbia interesse a fornire certezza dell'esistenza dell'atto e della sua data.

## Ufficio competente
Gli atti rogati da un notaio o da un altro ufficiale rogante devono essere registrati presso l'Agenzia delle entrate nella cui circoscrizione risiede il pubblico ufficiale.

Gli altri atti possono essere registrati presso qualsiasi ufficio dell'Agenzia delle entrate in Italia. Per le denunce di eventi successivi alla registrazione, si deve far riferimento allo stesso ufficio che ha registrato l'atto al quale gli eventi stessi si riferiscono.

## Natura dell'atto
L'imposta è applicata secondo la intrinseca natura e gli effetti giuridici degli atti presentati alla registrazione, anche se non vi corrisponda il titolo o la forma apparente. (art.20 DPR 131/86)

## Misura dell'imposta
La legge, in base alla tipologia dell'atto che deve essere registrato, prevede che l'imposta possa essere:
FissaImporto fisso a prescindere dal valore dell'atto (vedi sotto per importi). Il presupposto è la prestazione del servizio amministrativo di registrazione.
MinimaImporto minimo da versare quando si effettua la prima registrazione. L'importo è uguale alla fissa.
PredeterminataImporto predefinito dalla legge in base alla tipologia del bene oggetto dell'atto (es. autoveicoli, motoveicoli, imbarcazioni).
ProporzionaleImporto percentuale sul valore dell'atto da registrare, nel quale vi è una realizzazione di un atto o di un'operazione e la base imponibile è sul valore dell'atto.

### Evoluzione delle aliquote
| dal        | fissa        | locazioni                                                           | fabbricati %               | prima casa %               | terreni edificabili %      | terreni agricoli %          | ipotecaria %                  | catastale %                    |
| ---------- | ------------ | ------------------------------------------------------------------- | -------------------------- | -------------------------- | -------------------------- | --------------------------- | ----------------------------- | ------------------------------ |
| 01/01/1973 | lire 2.000   | n/a                                                                 | 5                          | n/a                        | 5                          | 5                           | 0,8                           | 0,2                            |
| 09/07/1974 | lire 2.000   | n/a                                                                 | 8                          | n/a                        | 8                          | 8                           | 0,8                           | 0,2                            |
| 18/03/1976 | lire 5.000   | n/a                                                                 | 8                          | n/a                        | 8                          | 8                           | 0,8                           | 0,2                            |
| 25/02/1977 | lire 5.000   | n/a                                                                 | 8                          | n/a                        | 8                          | 15                          | 0,8                           | 0,2                            |
| 28/05/1978 | lire 20.000  | n/a                                                                 | 8                          | n/a                        | 8                          | 15                          | 1,6                           | 0,4                            |
| 01/01/1983 | lire 50.000  | n/a                                                                 | 8                          | 2                          | 8                          | 15                          | 1,6                           | 0,4                            |
| 28/12/1986 | lire 50.000  | n/a                                                                 | 8                          | 4                          | 8                          | 16                          | 1,6                           | 0,4                            |
| 30/09/1989 | lire 100.000 | n/a                                                                 | 8                          | 4                          | 8                          | 15                          | 1,6                           | 0,4                            |
| 22/05/1993 | lire 150.000 | n/a                                                                 | 8                          | 4                          | 8                          | 15                          | 1,6                           | 0,4                            |
| 01/01/1996 | lire 150.000 | lire 100.000                                                        | 8                          | 4                          | 8                          | 15                          | 2                             | 1                              |
| 20/06/1996 | lire 250.000 | lire 100.000                                                        | 8                          | 4                          | 8                          | 15                          | 2                             | 1                              |
| 01/01/2000 | lire 250.000 | lire 100.000                                                        | 7                          | 3                          | 8                          | 15                          | 2                             | 1                              |
| 01/01/2002 | euro 129,11  | euro 51,65                                                          | 7                          | 3                          | 8                          | 15                          | 2                             | 1                              |
| 01/02/2005 | euro 168,00  | euro 67,00                                                          | 7                          | 3                          | 8                          | 15                          | 2                             | 1                              |
| 01/01/2014 | euro 200,00  | *2% con minimo euro *67,00 *a seconda della categoria dell'immobile | 9 con minimo euro 1.000,00 | 2 con minimo euro 1.000,00 | 9 con minimo euro 1.000,00 | 15 con minimo euro 1.000,00 | imposta fissa euro 50,00 o 2% | *imposta fissa euro 50,00 o 1% |

## Registrazione
La registrazione non è altro che l'annotazione di atti in appositi elenchi, nei quali si certifica:
- l'avvenuto pagamento dell'imposta;
- la data certa ai sensi dell'art. 2704 del Codice Civile;
- l'esistenza dell'atto.

Registrazione d'ufficio: avviene quando la registrazione non è stata richiesta dai soggetti obbligati in alcuni casi particolari.
Dal 1º giugno 2007 tutti i notai in Italia devono registrare in via telematica tutti gli atti di loro competenza.

Può registrare con modalità telematiche, limitatamente ai contratti di locazione, qualunque contribuente lo desideri, scaricando il software e le istruzioni dal sito dell'Agenzia delle entrate.

## Versamento dell'imposta
L'imposta è dovuta da:
- le parti dell'atto da registrare, che sono obbligate tanto alla registrazione dell'atto che al versamento
- i notai e gli altri pubblici ufficiali, che sono obbligati alla registrazione e in alcuni casi al pagamento, come responsabili d'imposta.
I cancellieri degli organi giudiziari e gli impiegati della Amministrazione Finanziaria sono tenuti solo alla registrazione dell'atto ma non al pagamento.
Il versamento dell'imposta per gli atti privati viene effettuato tramite il Modello F24, Prot. n. 18379/2020 , ed è possibile effettuare il ravvedimento in caso di omesso o tardivo versamento.

Il versamento dell'imposta per gli atti rogati da un notaio avviene per via telematica.

## Gli atti più comuni
Per i contratti di compravendita, permuta, divisione di immobili c'è l'obbligo di rivolgersi al notaio che provvede ad autenticare le firme, registrare il contratto versando le imposte dovute.

Un contratto di locazione, un preliminare di compravendita o un comodato sono definiti come scritture private non autenticate e alla loro registrazione devono provvedere gli interessati.